# Campeonato Carioca 1927
In 1927 werd het 22ste Campeonato Carioca gespeeld voor voetbalclubs uit de toen nog Braziliaanse hoofdstad Rio de Janeiro. De competitie werd gespeeld van 1 mei tot 18 september. Flamengo werd kampioen.

## Eindstand
| Plaats | Club             | Wed. | W  | G | V  | Saldo | Ptn. |
| ------ | ---------------- | ---- | -- | - | -- | ----- | ---- |
| 1.     | Flamengo         | 18   | 13 | 2 | 3  | 47:32 | 28   |
| 2.     | Fluminense       | 18   | 11 | 5 | 2  | 52:26 | 27   |
| 3.     | America          | 18   | 11 | 3 | 4  | 51:27 | 25   |
| 4.     | Vasco da Gama    | 18   | 10 | 4 | 4  | 53:29 | 24   |
| 4.     | Botafogo         | 18   | 9  | 6 | 3  | 67:43 | 24   |
| 6.     | São Cristóvão AC | 18   | 8  | 5 | 5  | 51:30 | 21   |
| 7.     | Bangu            | 18   | 5  | 3 | 10 | 54:64 | 13   |
| 8.     | Andarahy         | 18   | 4  | 2 | 12 | 38:63 | 10   |
| 9.     | Brasil           | 18   | 1  | 4 | 13 | 27:74 | 6    |
| 10.    | Villa Isabel     | 18   | 0  | 2 | 16 | 28:80 | 2    |

### Kampioen
| Campeonato Carioca de 1927   |
| Rio de Janeiro               |
| ---------------------------- |
| FLAMENGO Kampioen (6° titel) |